# Internat ZSPS i VIII LO w Toruniu
Internat ZSPS i VIII LO w Toruniu – zbudowany w 1959 roku internat dla ówczesnego Technikum Młynarskiego w Toruniu, przekształconego później w Zespół Szkół Przemysłu Spożywczego i VIII Liceum Ogólnokształcące. Mieści się przy ul. Grunwaldzkiej 29. W 2009 roku budynek poddano remontowi. Budynki wpisano do gminnej ewidencji zabytków (nr 1941).